# Krisztina Téri Iskola

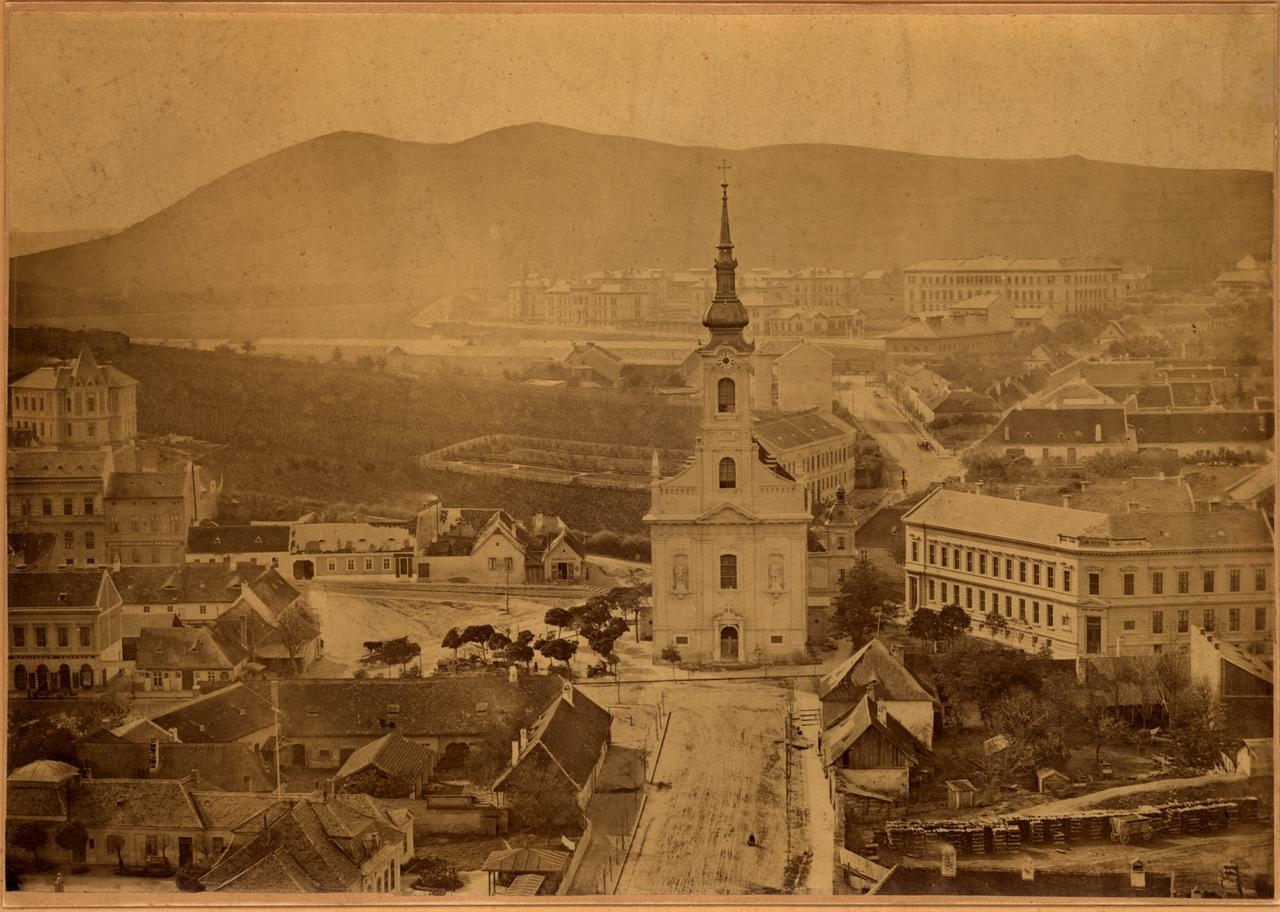
A templom jobb oldalán az 1883-ban felépült, ma is álló iskolaépület

A budapesti Krisztina Téri Iskolát 1787-ben alapították, 1997-ig működött. Az épület ma a Szent Gellért Katolikus Általános Iskola és Gimnáziumnak ad otthont.

## Története

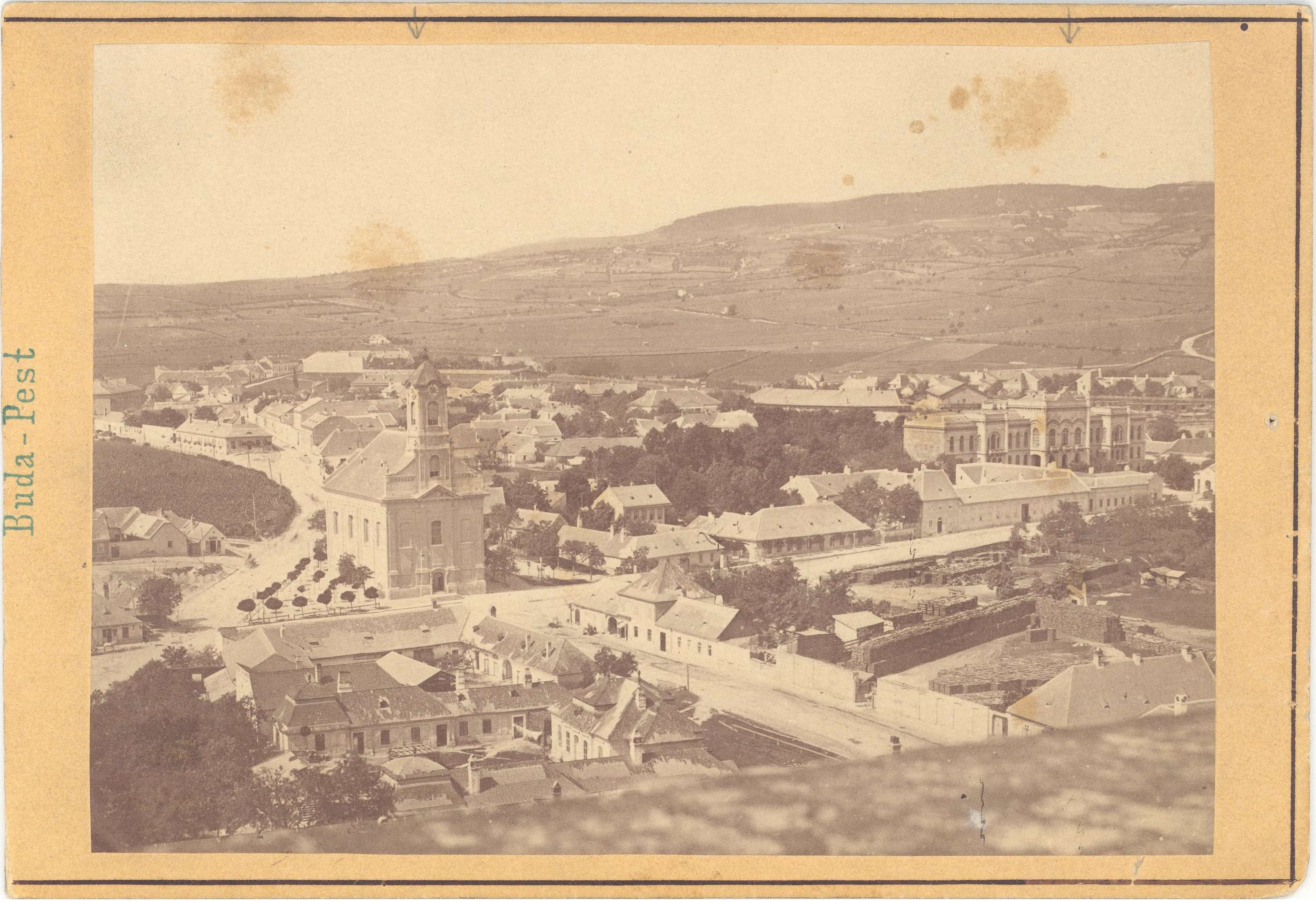
a Krisztina tér 1872 körül, az épület a templom jobb oldalán 1772-ben épült

### Alapítás
1783-ban Krisztinavárosnak 730 lakója volt. Ekkora lakos szám mellett Buda város akkori hatósága szükségesnek látta, hogy az iskoláról gondoskodjanak, így 1787-ben létrejött az iskola. "A szüret után a rendes iskolázást megindította" (Hofecker Ferencz, 1887). Az első iskolaépület a mai Gellérthegy utca 1-3. szám alatt (korábban kocsmaépület) volt, első tanítója Zonner Ferenc (Krisztinaváros első tanítója is egyben). Az iskola 1810-ig működött ebben az épületben.
1810-ben az iskola új épületbe költözött, a mai Krisztina körút 63. szám helyén egy 1772-ben épült házban kapott helyet. Ezután 1883-ban a templom irányában megnövelt telken építették fel a ma is álló épületet. Még ebben az évben elindult a tanítás a ma is álló iskolaépületben.

### II. világháború után
1945 januárjában a tabáni iskolát a Czakó utcában bombatalálat lerombolta. Az 1951/52-es képeken még láthatók az 1945-ös, háborús nyomok az épület falain. Ezek a sérülések megmaradtak 10 évig, az 1955-ös felújításig, amikor is az épület homlokzatát és külsejét helyreállították, eltüntetve a háború nyomait.
A Naphegy lakói 1958-ig a Krisztina téri iskolába járnak.

### 1958
Nagyobb átalakításokat végeznek az épületen belül, 1958 augusztusában elkészül a Lisznyai utcai iskola  épülete, ezzel a Naphegy lakói saját iskolát kaptak. 1958 szeptemberében elindul a Lisznyaiban az oktatás 7 alsós és 5 felső tagozatos osztállyal.
1970-ben központi fűtést vezettek be és kialakították a biológia, földrajz és gyakorlati szertárakat.
1997-ben a Krisztina téri épületet a Szent Gellért Katolikus Általános Iskola és Gimnázium kapja meg, ezzel végleg megszűnik az iskola.

## Fényképek 1887–1987 közötti időkből

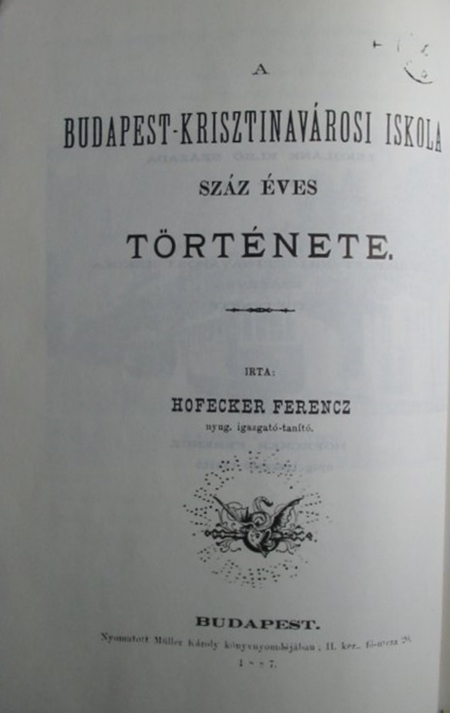
100 éves évforduló (1887)
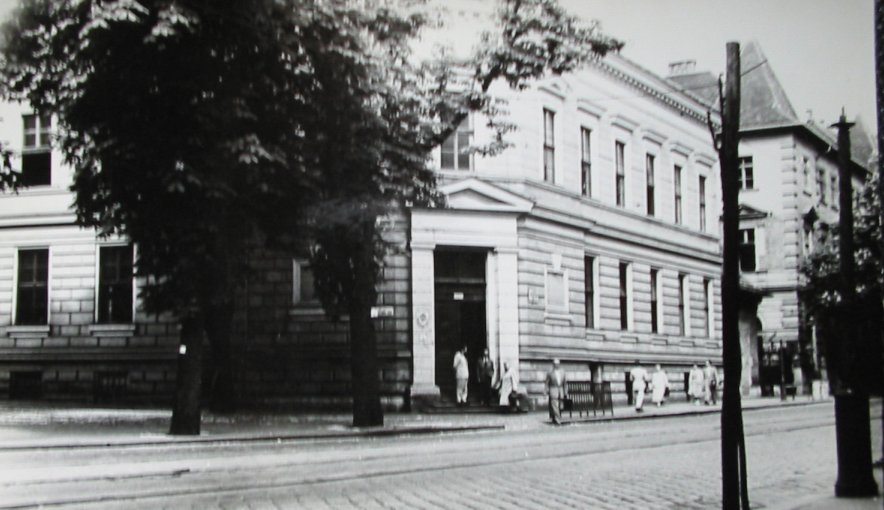
Az iskola 1958-ban

## A mai iskolaépület

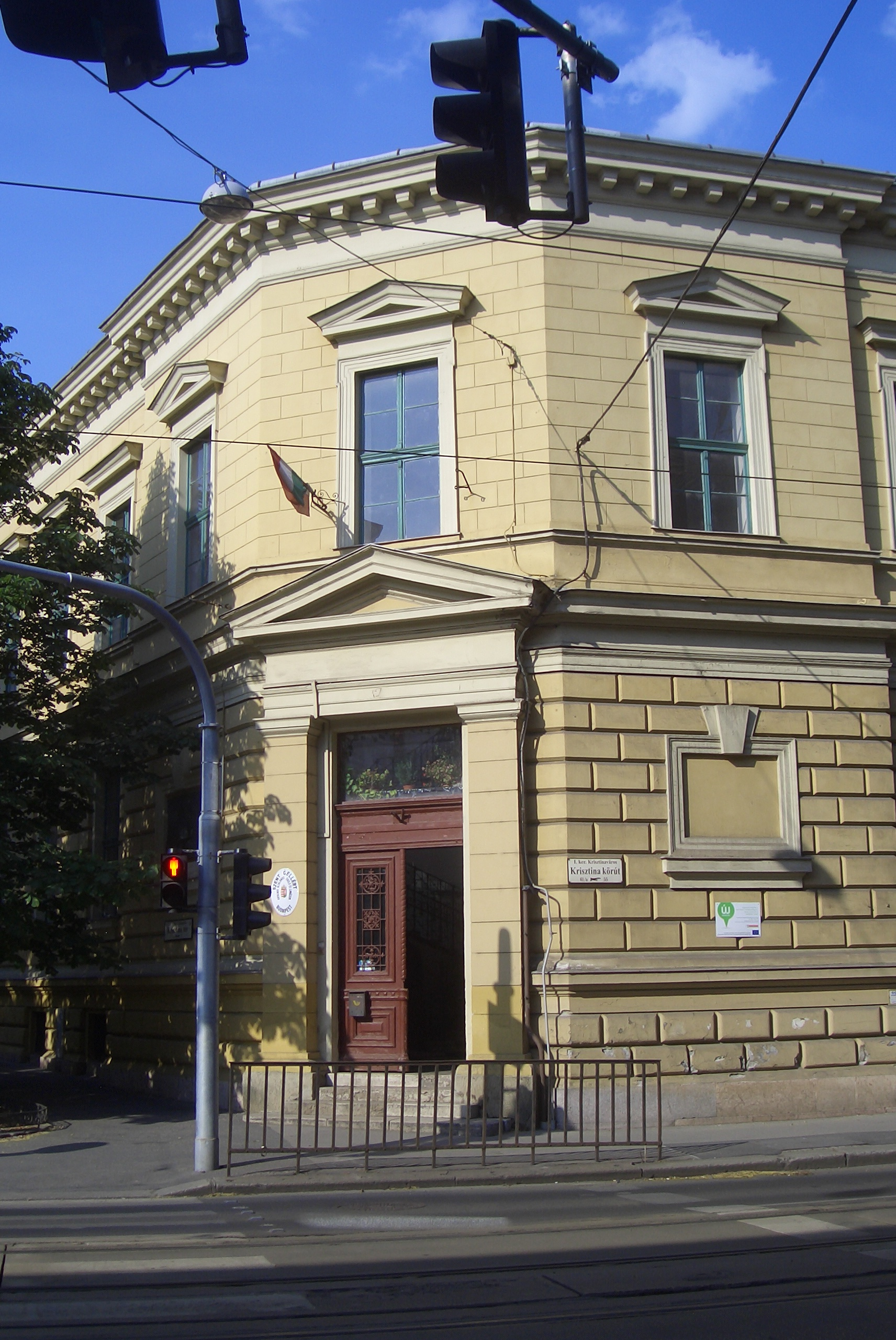
Főbejárat (Krisztina tér 4.)
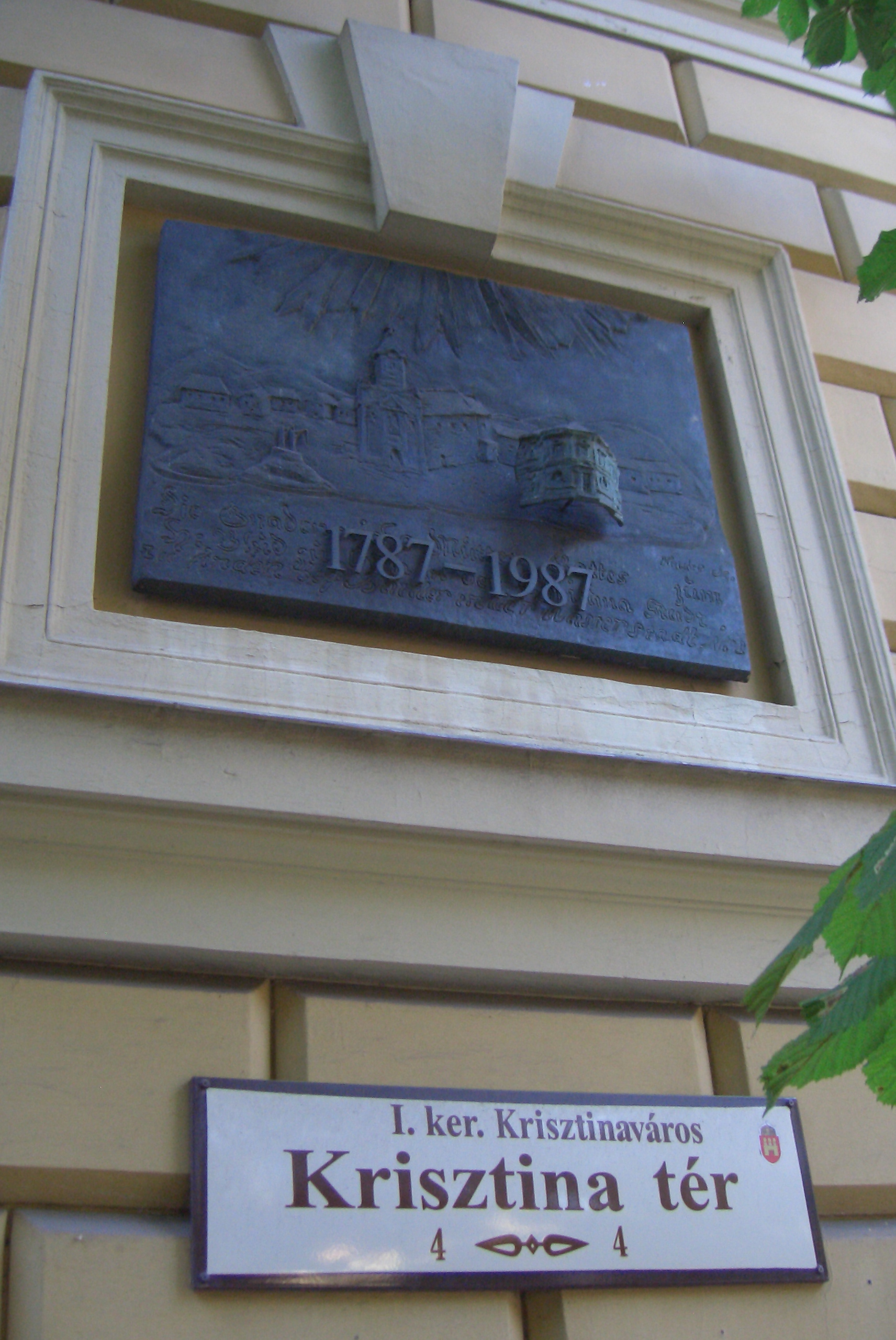
A 200 éves fennállás emléktáblája
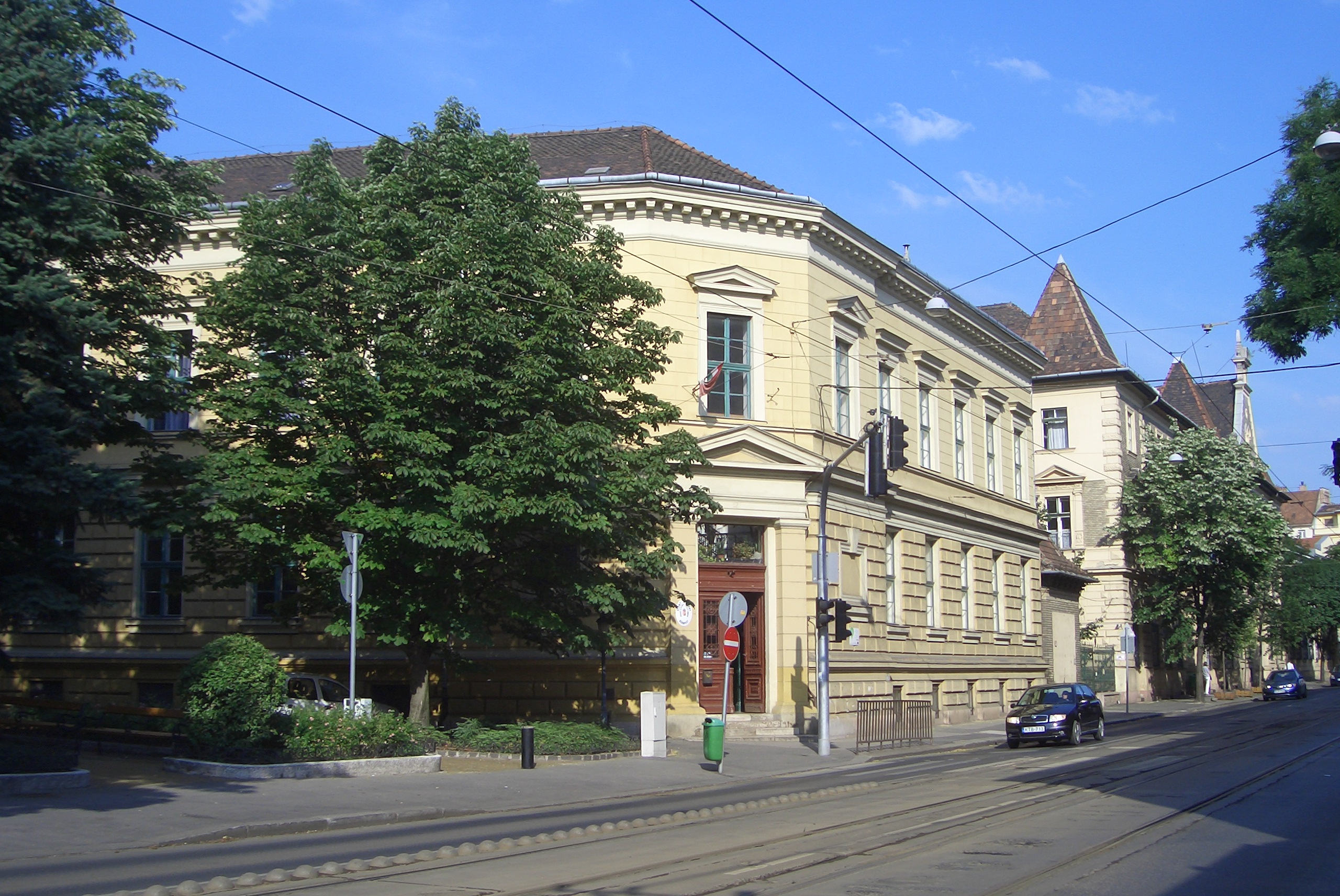
A Krisztina körút felől
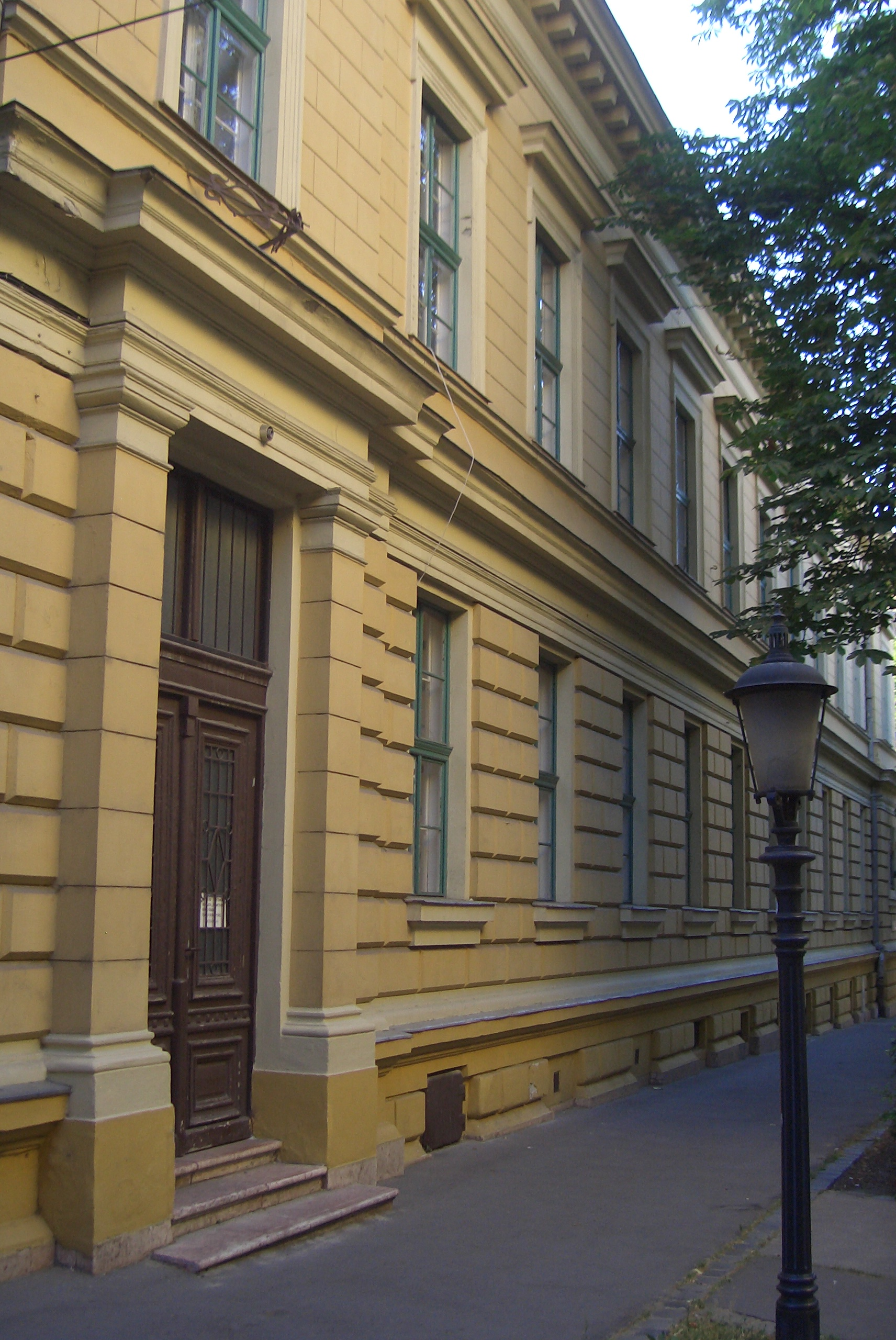
A volt kápolna bejárata
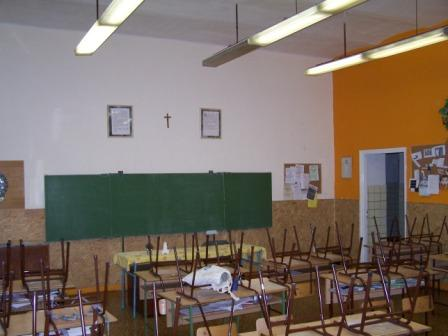
Osztályterem képe (2007)
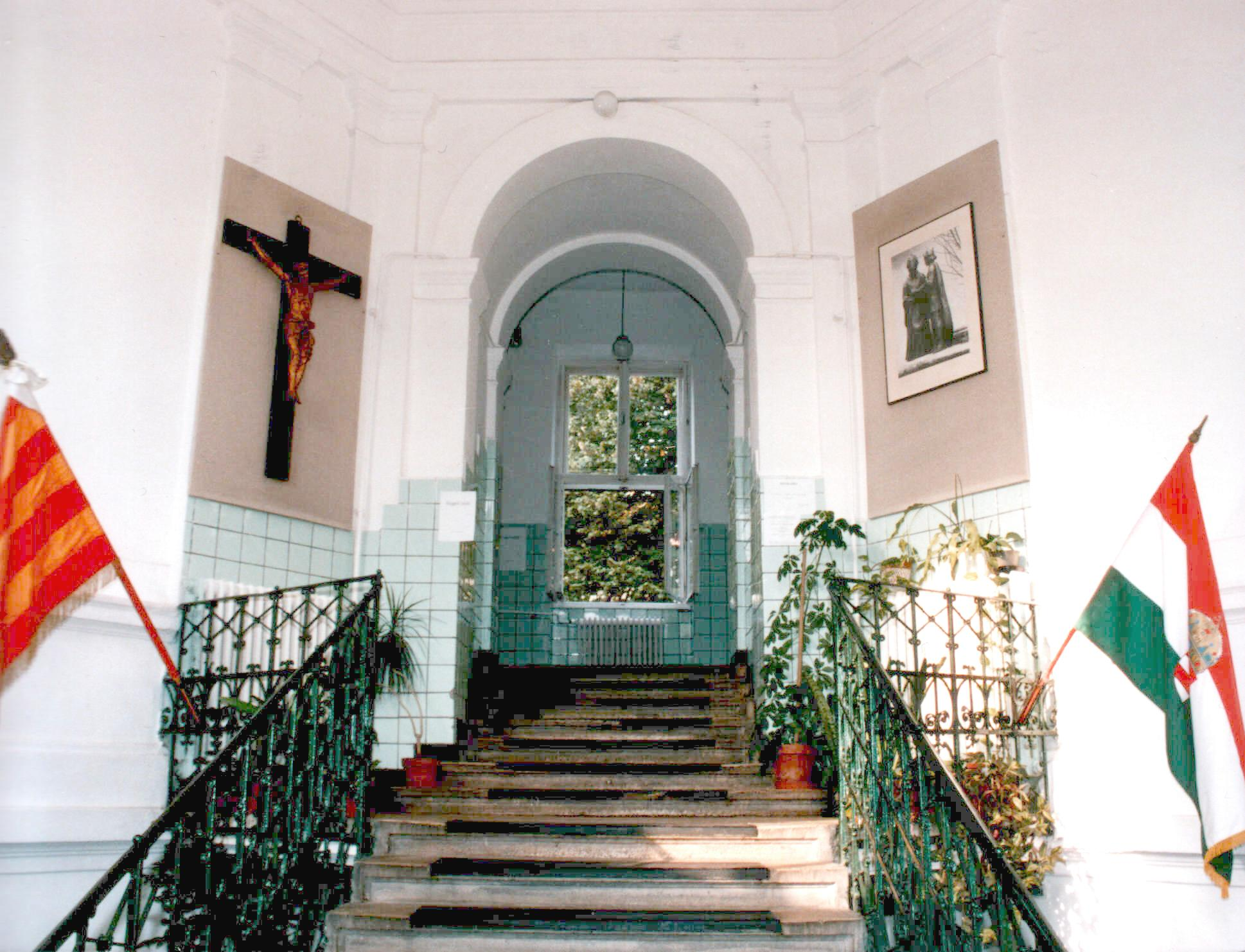
A főlépcsőház (2007)

### Korabeli tantermek
A bejárati lépcsőn felérve rögtön jobbra a kis folyosón 1 tanterem, a folyosó végén a gondnoki lakás. A földszinti folyosón 2 db tanterem, majd az orvosi szoba, utána még 1 tanterem, a folyosó végén még 1 terem volt, ezek a templomra néztek. Jobbra fordulva 1 tanterem, innen az udvarra lehetett látni, szemben vele a mellékhelyiségek. Továbbhaladva a tornaterembe érünk.
Az emeleten jobbra fordulva 1 tanterem, innen a könyvesboltot, ill. az órást lehetett figyelni, mellette az étkező helyiség. A folyosó másik felén 3 tanterem kilátással a templomra, a folyosón balra az utolsó ajtó volt a rettegett tanári, mellette az Igazgatói szoba, amiből a kisudvarra lehetett lenézni. A folyosón 1,5 méter magasan világoszöld olajlábazat volt, melybe a diákok előszeretettel lyukakat kapartak.
A tanteremben 3 oszlopban, összecsavarozott padsorokban kb 28-30 tanuló foglalt helyet. A tábla függőlegesen fel-le húzható volt, előtte a tanári asztal egy kb. 15-20 centiméter magas dobogón. A bejárati ajtó mellett közvetlenül 1 db 2 ajtós szekrény. A falakon kb. 1,3 magasan fogasok sorakoztak. A tantermek parkettásak voltak és aránylag kicsik.

## Érdekességek
- 1976-ban itt forgatták Bergendy István–Demjén Ferenc Iskolatáska című dalának videóklipjét.[3]

## Internet
- Meyers Lexikon – Krisztinaváros 1905
- Labdarúgás 1955 a Krisztinatéri Általános Iskola csapata
- Digitális képarchívum
- Szent Gellért Katolikus Általános Iskola és Gimnázium